# Andrew Norman (compositeur)
Pour les articles homonymes, voir Norman.
Andrew Norman (né le 31 octobre 1979) est un compositeur américain de musique contemporaine. 

## Biographie
Andrew Norman passe son enfance à Modesto, il étudie la composition musicale à l'université du Sud de la Californie et à l'Université Yale. Il a été compositeur en résidence pour le Boston Modern Orchestra Project de 2011 à 2013. Il a aussi été compositeur en résidence pour l'orchestre de chambre de Los Angeles de 2012 à 2015. Parmi ses œuvres les plus notables se dégagent le trio de cordes The Companion Guide to Rome (2010), la symphonie Play (2013), la fantaisie pour piano et orchestre Split (2015) et son opéra pour enfants A Trip to the Moon, d'après le film de Georges Méliès.
Son œuvre The Companion Guide to Rome fait partie des finalistes du Prix Pulitzer de musique en 2012. Andrew Norman reçoit le Grawemeyer Award 2017 pour Play,.

## Œuvres

### Opéra
- A Trip to the Moon (2017)

### Pour chambre
- Light Screens (2002) pour flûte et trio de cordes
- Farnsworth: Four Portraits of a House (2004) pour quatre clarinettes, flûte, violon, piano et percussion
- Gran Turismo (2004) pour octuor de violons
- Garden of Follies (2006) pour saxophone alto et piano
- The Companion Guide to Rome (2010) pour trio de cordes
- Try (2011) pour grand ensemble de chambre
- Peculiar Strokes (2011-2015) quatuor à cordes
- Music in Circles (2012) pour flûte, clarinette, trompette, violon, alto et violoncelle
- Frank's House (2015) pour deux pianos et deux percussions

### Pour orchestre
- Sacred Geometry (2003)
- Drip Blip Sparkle Spin Glint Glide Glow Float Flop Chop Pop Shatter Splash (2005)
- Unstuck (2008)
- The Great Swiftness (2010) pour orchestre de chambre
- Apart (2011)
- Play (2013)
- Suspend (2014) pour piano et orchestre
- Split (2015) pour piano et orchestre
- Switch (2015) pour percussions et orchestre

### Pour voix
- Lullaby (2007) pour mezzo-soprano et piano
- Don't Even Listen (2010)